# Souilhe
Souilhe ist eine französische Gemeinde mit 342 Einwohnern (Stand: 1. Januar 2022) im Département Aude in der Region Okzitanien (vor 2016 Languedoc-Roussillon). Sie gehört zum Arrondissement Carcassonne und zum Kanton Le Bassin Chaurien. Die Einwohner werden Souilhois genannt.

## Nachbargemeinden
Souilhe liegt etwa 42 Kilometer westnordwestlich von Carcassonne. Umgeben wird Souilhe von den Nachbargemeinden Puginier im Norden und Osten, Peyrens im Osten und Südosten, Castelnaudary im Südosten und Süden, Souilhanels im Süden sowie Soupex im Westen und Nordwesten.

## Bevölkerungsentwicklung
| Jahr                       | 1962 | 1968 | 1975 | 1982 | 1990 | 1999 | 2006 | 2019 |
| Einwohner                  | 126  | 112  | 86   | 112  | 204  | 238  | 300  | 324  |
| Quellen: Cassini und INSEE |      |      |      |      |      |      |      |      |